# Христијан Тодоровски Карпош
Христијан Тодоровски Карош (Куманово, 3. септембар 1921 — Биљача, код Бујановца, 7. фебруар 1944), учесник Народноослободилачке борбе и народни херој Југославије.

## Биографија
Рођен је 3. септембра 1921. године у Куманову. Назван је по Петру Карпошу, хајдуку који је био вођа великог устанка против Османлијске империје 1689. године кога су тада звали и краљем Куманова.
У додир са револуционарним омладинским покретом дошао је у гимназију, а убрзо је примљен у Савез комунистичке омладине Југославије. Због своје борбености отворено је иступао пред својим друговима, али и професорима. У пролеће 1940. године, због својих револуционарних ставова избачен је из седмог разреда гимназије, без даљег права на школовање.
После Априлског рата и окупације Краљевине Југославије, активно је учествовао у прикупљању оружја и припреми устанка. Октобра 1941. године налазио се у Козјачком партизанком одреду, првом партизанском одреду формираном у Македонији. Био је у чети која је дејствовала на терену Козјака. После разбијања Одреда, вратио се у Куманово где је живео и радио илегално. Затим одлази у Србију, где се укључио у Кукавички партизански одред, са којим је учествовао у борбама у околини Грделице и Јастребца. А потом прелази у Црнотравски партизански одред, са којим се борио код Моминог камена и Владичиног хана.
У пролеће 1943. године вратио се у Куманово и радио на организовању партизанског одреда. Одред, који је формирао и чији је био командант, налазио се на терену Куманова и вршио нападе на војне и полицијске снаге, палио окупаторске архиве у сеоским општинама. Када је 1. децембра 1943. године, по наређењу Главног штаба НОВ и ПО Македоније, формиран Први партизански батаљон „Орце Николов“, Карпош је постављен за његовог команданта.
Погинуо је 7. фебруара 1944. године приликом напада на Бугаре утврђене у селу Биљача код Бујановца.
Указом Председништва Антифашистичког већа народног ослобођења Југославије (АВНОЈ), 25. јула 1945. године, међу првим борцима Народноослободилачке војске, проглашен је за народног хероја.